# Confrérie de pénitents

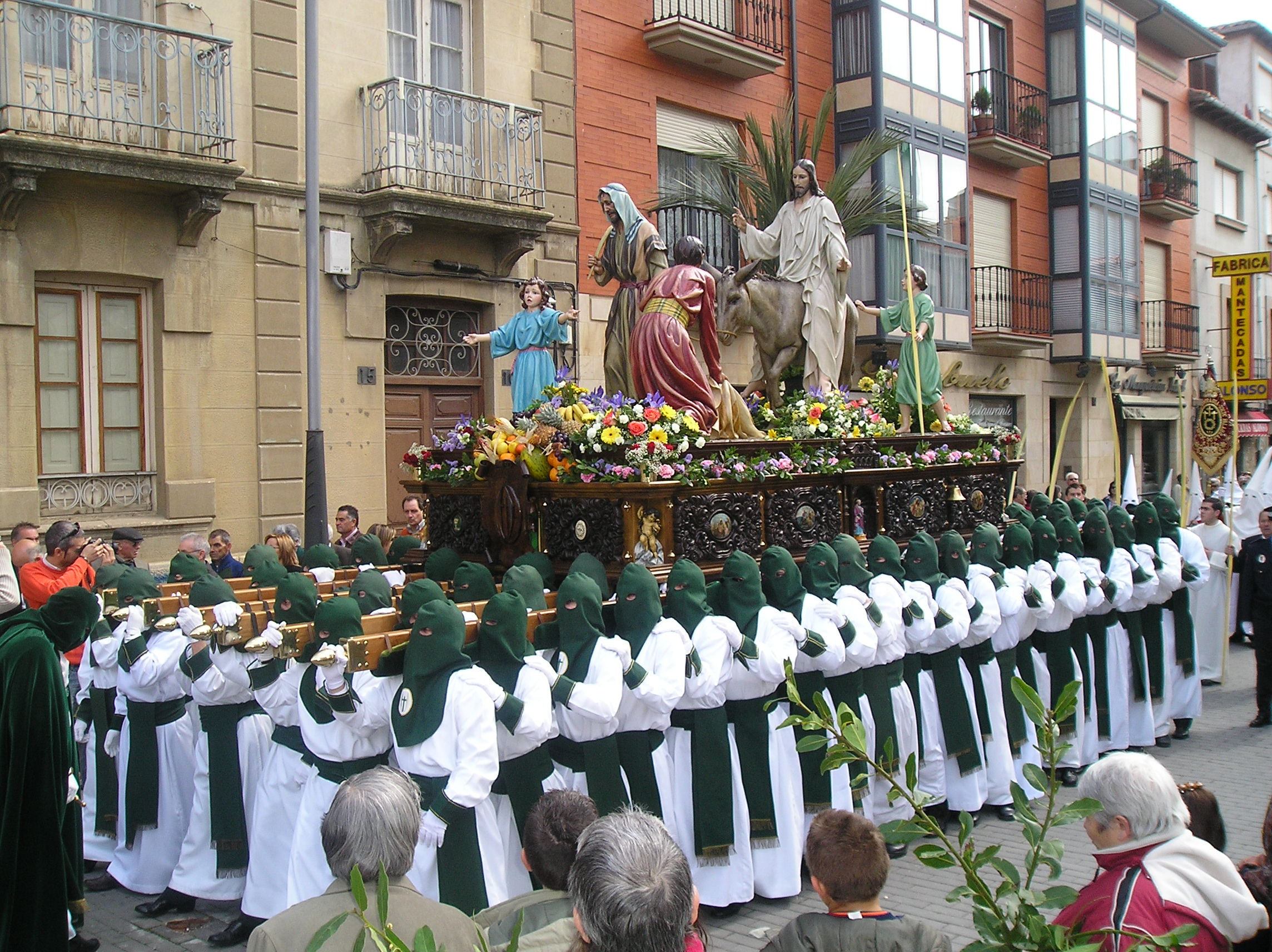
Char de l'entrée de Jésus du dimanche des Rameaux, confrérie de l'Entrée de Jésus, pénitents verts nazarenos à Astorga en Espagne.

Une confrérie de pénitents (ou archiconfrérie de pénitents) est une association, sans but lucratif, relevant cumulativement du droit associatif (en France loi de 1901) et du droit canon, qui réunit des hommes et des femmes, de religion chrétienne, catholique, dans le but de pratiquer publiquement le culte catholique, en portant une tenue spécifique, et de pratiquer, également, mais cette fois dans la discrétion, des actes de charité. Les confréries sont placées sous la vigilance de l’évêque du diocèse dans lequel elles ont leur siège et qui autorise leur création.

## La pénitence dans l’Antiquité

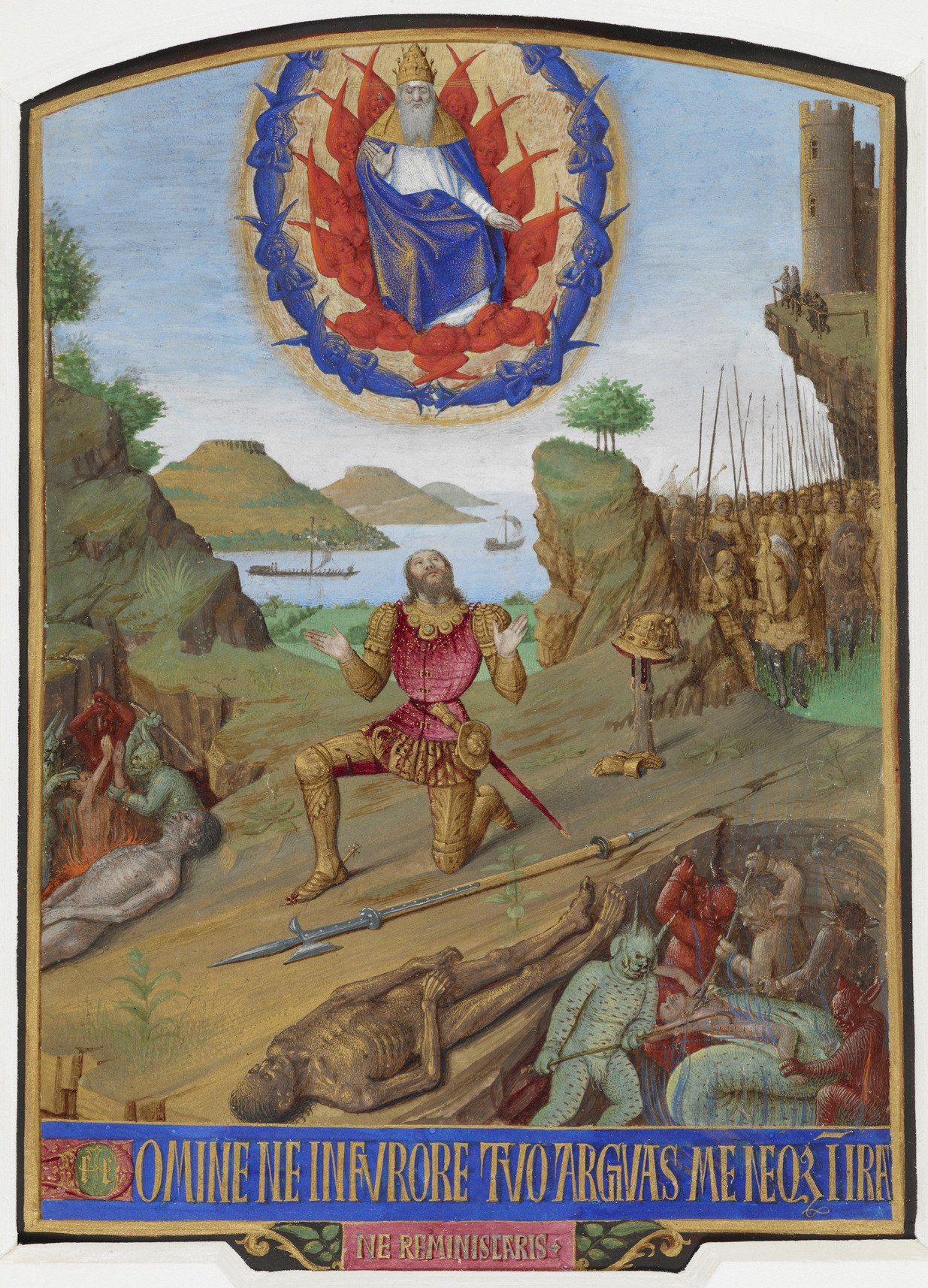
Le roi David faisant pénitence, Livre d'heures d'Étienne Chevalier (miniature de Jean Fouquet), milieu du XVe siècle, British Library.

Les Hébreux connaissaient déjà la notion de pénitence qui figure dans l’Ancien Testament (David dans 2 Samuel XII, Néhémie IX, Daniel IX, Jonas à Ninive...), mais le Christ en renforce l’importance lorsqu’il proclame, au début de l’évangile de Saint Marc (I, 15) : « Le temps est accompli et le royaume de Dieu est proche ; faites pénitence… ».
Le sacrement de pénitence, qui célèbre la conversion et la réconciliation du pécheur avec le Dieu des chrétiens, a été organisé par l’Église au IIIe siècle de notre ère. Organisant notamment la réintégration des « lapsi » tombés lors des persécutions antichrétiennes, il répond ainsi aux critiques des donatistes et des novatiens, intransigeants, qui accusaient l'Église catholique de laxisme envers les gens qui avaient trahi la foi au cours des persécutions.
L’entrée en pénitence était un acte public accompli dans l’assemblée, après l’aveu de la faute fait secrètement à l’évêque. Le pécheur entre ainsi dans l’« ordre des pénitents », où il demeure plus ou moins longtemps selon les circonstances. Saint Basile de Césarée parle de deux ans pour le vol, sept ans pour la fornication, onze ans pour le parjure, quinze ans pour l'adultère, vingt ans pour l'homicide et toute la vie pour l'apostasie, mais les évêques pouvaient nettement diminuer ce temps en fonction de la bonne volonté du pénitent.
Tant qu’il n’est pas réconcilié avec l’Église, le pénitent public est privé de la pleine participation à l’Eucharistie et aux autres sacrements, tout en devant mener une vie mortifiée, s’imposer des jeûnes et des aumônes et se soumettre à certains interdits concernant la vie conjugale et sociale. Il doit porter une tenue simple et modeste. Progressivement se codifient quatre degrés dans la pénitence publique :
- les pleurants : ils restent à la porte de l'église, vêtus de cilice, de la cendre sur la tête (c'est l'origine de la cérémonie du Mercredi des Cendres au début du Carême), recommandant aux fidèles entrant dans l'église de prier pour lui ;
- les auditeurs : ils peuvent entrer dans l'église pour la première partie de la messe (l'enseignement), puis doivent sortir ;
- les prosternés : ils peuvent rester toute la messe, mais doivent se tenir à genoux ;
- les connisants : ils prient debout, jusqu'au temps où ils doivent recevoir l'absolution par l'imposition des mains[4].

Ce système disparaît au Moyen Âge, lorsqu'on remplace la pénitence publique par la pénitence secrète.
Dans les premiers siècles, il n’y a pas encore de distinction réelle entre les clercs (dont le sens signifie : « ceux qui ont Dieu comme part d’héritage ») et les laïcs (du latin laicus, c’est-à-dire : « profane »).
Puis une séparation se fait avec l’apparition des ordres monastiques, au IVe siècle, et l’apparition de l’idée que ceux qui se retirent du monde, ou célèbrent le culte, ont la meilleure part, laissant l’imperfection humaine, et les risques qu’elle comporte, aux laïcs, mariés, possesseurs de biens terrestres, et travailleurs manuels.
La réforme grégorienne du pape Grégoire VII (1073-1085) vient consacrer la primauté de l’homme spirituel, affirmée par saint Paul (1 Corinthiens II, 15), sur les laïcs, toujours membres de l’Église, mais considérés à un rang subalterne. Dès lors, règne chez certains l’idée que seuls les prêtres et les cloîtrés sont sauvés car retirés du monde ; les laïcs ne pouvant bénéficier, tout au plus, que des prières des clercs. Jusqu’alors n’avaient accédé à la sainteté que des martyrs (de toutes classes sociales), des religieux (fondateurs d’ordre) et des membres de la haute noblesse (souvent de famille royale).
Une réaction des fidèles nécessairement se manifeste. « Bloqués sur le plan ecclésiologique dans une situation d’infériorité structurelle, les laïcs compensèrent ce handicap par un surcroît d’inventivité qui se traduisit, aux XIIe et XIIIe siècles, par une floraison d’initiatives qui leur permirent de retrouver au niveau de la spiritualité vécue ce qu’ils avaient perdu en pouvoir et en liberté d’expression au sein de l’Eglise. »

## Le renouvellement de la pénitence

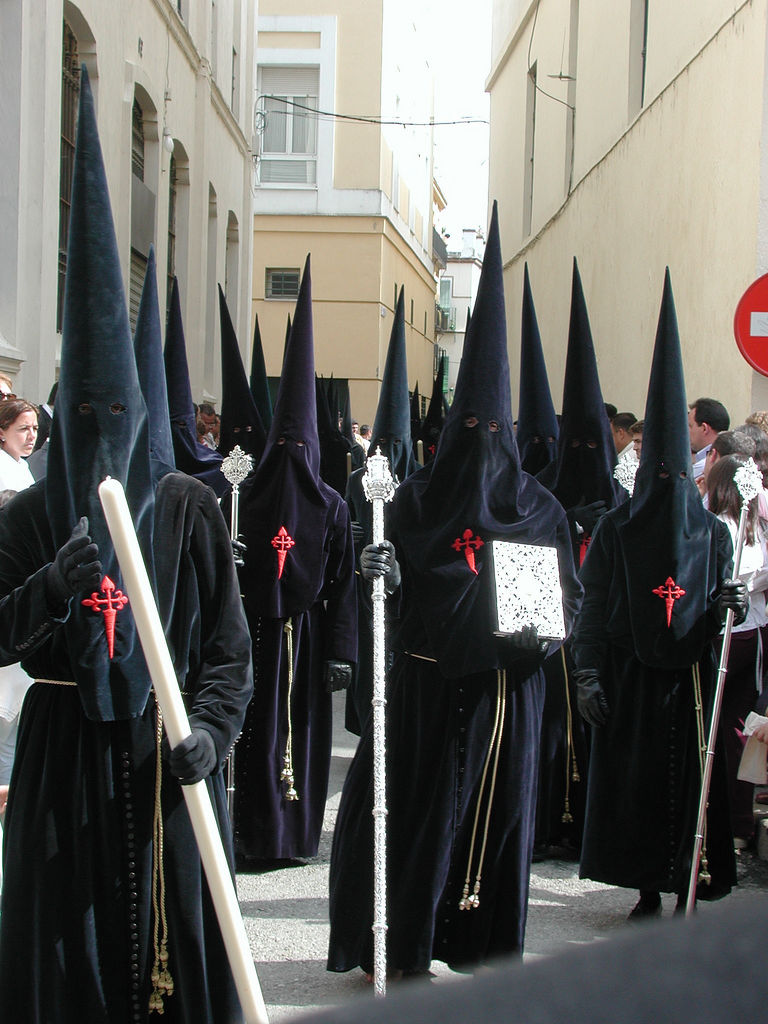
Confrérie de pénitents pendant la Semaine sainte à Séville : Nazarenos de la confrérie de la Carretería.

C’est, en effet, au XIIe siècle qu’apparaît le concept de « pénitence » dans le sens de « don de soi à l’autre », ce qui est totalement différent de l’esprit de mortification et de rachat des fautes.
Cette voie nouvelle s’ouvre aux laïcs dès 1175, avec le pape Alexandre III, à l'occasion de la confirmation des statuts de l'Ordre militaire de Santiago : dès lors, l'idéal de perfection chrétienne n'est plus lié seulement à l'indifférence au monde avec son cortège d’obligations (pauvreté, chasteté, abstinence), mais aussi à l'obéissance, à la pénitence et à la charité dans le monde.
Dans les années 1170-1180, des communautés de pénitents et pénitentes se développent en Italie du Nord, notamment en milieu rural. Ce sont d'abord essentiellement des paysans qui veulent mener une vie religieuse sans renoncer à leur état, qui s'associent pour travailler et prier ensemble. Ils respectent des observances ascétiques et liturgiques particulières, mais, à la différence des convers des monastères cisterciens, ils n'éprouvent pas le besoin de se placer sous la tutelle d'un ordre monastique ou d'une maison religieuse et ne dépendent pas de l'évêque du diocèse. Le mouvement s'étend aux villes de Lombardie avec notamment les Humiliati, communautés de laïcs, hommes et femmes, associant travail et prière. Dans ces communautés mixtes, hommes et femmes coexistaient sur un plan de stricte égalité et ils refusaient de prêter serment devant les tribunaux.
En 1199, le pape Innocent III canonise pour la première fois un non martyr, non religieux, non noble ; il s’agit de saint Hommebon, marchand drapier italien de Crémone (mort en 1197) qui toute sa vie n’a été qu’un bon et charitable chrétien, dans sa vie de famille comme dans sa vie professionnelle. Les laïcs découvrent alors qu’il existe une nouvelle voie d’accès au salut tout en restant dans la société ; nombreux sont ceux qui y adhèrent. C’est l’époque de la création des ordres mendiants basés sur l’Amour, c’est également celle de l’apparition des béguinages (en Flandres, Rhénanie et France) et des compagnies d’humiliés en Lombardie (lesquels portaient un vêtement de laine grise).
La fondation des confréries dites de pénitents, qui apparaissent elles aussi en ce même moment, est encore, aujourd’hui, controversée. Elle est attribuée par certains à un dominicain italien du nom de Ranieri dal Borgo (ou de de Sansepolcro, mort en 1304) qui aurait mis l’accent sur la pratique de la flagellation ; par d’autres, à un chanoine de Saint-Vital de Rome, ou encore à saint François d’Assise ou saint Bonaventure lequel en est, assurément, le principal organisateur.
Les idées de Ranieri sont sans doute à l’origine des « Flagellants » que l’on a souvent tendance à confondre avec les pénitents, mais qu’il faut mettre à part. En effet, apparu au cours de la seconde moitié du XIIIe siècle, et développé au XIVe siècle, le mouvement des Flagellants, qui accomplissaient en public un rite pénitentiel en se donnant mutuellement la discipline au cours de processions expiatoires, a été assez rapidement canalisé et transformé par l’Église. Ce courant donnera, en Italie et en Catalogne, toute une poésie religieuse en langue vulgaire, jusque-là sans précédent. Il en restera, cependant, une influence sur les confréries de pénitents : le port symbolique, à la ceinture, d’un petit martinet.
En opposition à ce concept de pénitence noire (fondée sur la flagellation et les mortifications), une bulle du pape Honorius III, dès 1221, formalise le concept de pénitence blanche dont l’objet est la promesse publique de se consacrer à Dieu, dans la charité mutuelle, l'amour du prochain, le refus de la violence, la fréquentation des sacrements (au moins trois fois l’an au lieu d’une seule comme c’était la norme depuis le quatrième concile du Latran de 1215). Dans la même année 1221, François d’Assise invente la notion de Tiers-Ordre, ou « Ordre des Pénitents », ou « Ordre des Frères de la Pénitence », permettant à un laïc, n’ayant pas prononcé de vœux religieux au sens canonique du terme, de vivre selon la règle de vie des futurs franciscains.
Dès les années 1215, il existe des communautés de pénitents urbains dans certaines régions d'Italie comme la Romagne, pieuses confréries réunissant des laïcs des deux sexes qui portent volontairement un habit d'une seule pièce, en drap gris ou beige, signe visible de leur profession. Tout en restant dans le monde, ils rejettent la vie mondaine, ne participent pas aux banquets et aux spectacles, n'exercent pas de fonctions publiques afin de ne pas commettre d'injustice. Ils refusent de porter des armes et de prêter serment. Les célibataires observent la chasteté et ceux mariés observent une continence périodique à l'occasion des vigiles de certaines fêtes religieuses, d'où leur nom parfois de coninentes en latin ou pinzocheri en italien.
La première confrérie de pénitents qui sera créée, le sera en France, en Avignon, le 14 septembre 1226, par le roi Louis VIII qui revêt un habit de toile grise (couleur de la cendre), pour une procession à travers la ville, en expiation de sa conversion aux idées cathares. Le nom de cette confrérie, qui existe toujours, est : la Dévote et Royale Compagnie des Pénitents Gris d'Avignon.
Après un temps d’hésitation et d’observation, la hiérarchie ecclésiastique finit par prendre acte de cette mutation en déclarant, avec le canoniste Henri de Suse, dit Hostiensis, dans son ouvrage Summa aurea rédigé en 1253 :« Au sens large, on appelle religieux ceux qui vivent saintement chez eux, non parce qu’ils se soumettent à une règle précise, mais en raison de la vie plus dure et plus simple que celle des autres laïcs qui vivent de façon purement mondaine ».
Ainsi était reconnue la figure du « laïc religieux », termes pour le moins antinomiques, qu’il fallait dès lors officialiser.

## Institutionnalisation

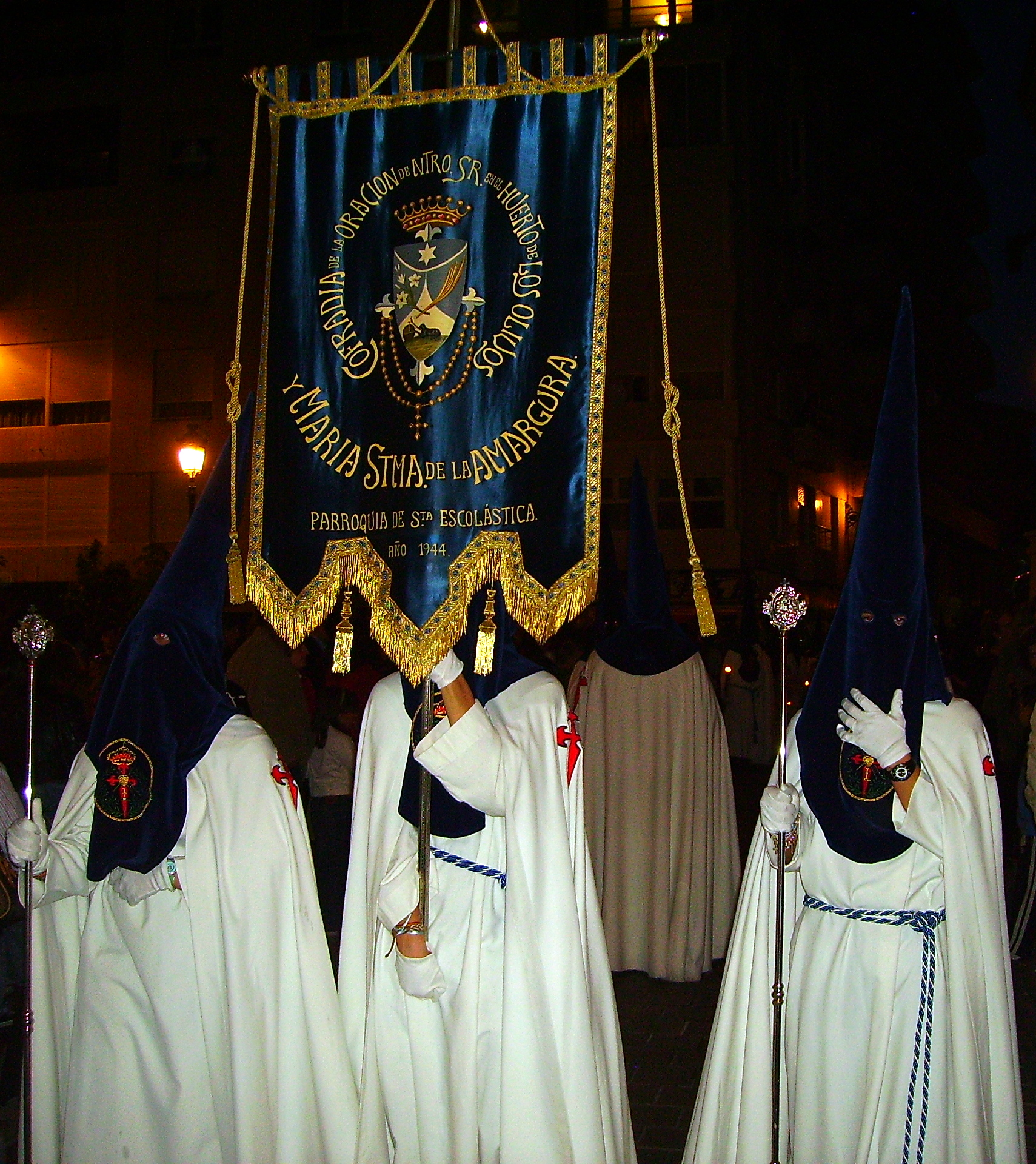
Confrérie de pénitents pendant la Semaine sainte à Grenade en 2009 : Pénitents de l'Oraison de Notre-Seigneur au Jardin des Oliviers et de N.-D. de l'Amertume, portant leur bannière de procession.

En 1267, saint Bonaventure rédige, à Rome, un statut pour les laïcs agissant selon les règles de l’Amour du Christ et fonde la ‘’Confrérie du Gonfalon’’, autorisée par le pape Clément IV, dont l’objet est l’amour du Christ et la proclamation de la foi catholique. Ce faisant, il met un peu d’ordre au sein d’associations (appelées sodalités) qui existaient déjà. L’idée de saint Bonaventure est d'appliquer à des laïcs un statut canonique approprié. En officialisant des pratiques déjà préexistantes, il va décider que les pénitents ne prononceront pas de vœux au sens religieux du terme, mais porteront un habit religieux (alors que les membres des tiers-ordres, à l’inverse, prononcent des vœux et ne portent pas d’habit) et seront librement et volontairement associés entre eux pour une pratique régulière de leurs dévotions, sous le contrôle d'une autorité religieuse choisie par eux. Les confréries de pénitents « modernes » naissent à ce moment-là, et connaîtront un développement spectaculaire.
Parti de Rome, le système va se développer dans tout le nord du bassin méditerranéen avant d’être exporté par les Portugais et les Espagnols en Amérique centrale et du Sud et par les seuls Espagnols dans leurs territoires du Nord (actuelle Belgique et Flandre).
Il s’agit d’un système d’initiative locale (au niveau du village, du quartier ou de la profession), non pyramidal et non fédéré. Les confréries sont autonomes, bénéficiant de nombreux dons et legs, et indépendantes de l’Église en ayant une chapelle qui leur appartient. Pour qu’une confrérie ait droit à l’appellation d’archiconfrérie il lui suffit de s’affilier à une confrérie du même nom se trouvant à Rome ; il s'agit d'une affiliation purement spirituelle qui n’entraîne aucune dépendance, soumission ou obligation quelconque autre que celle de suivre les statuts et porter le vêtement de la confrérie romaine. Elle a, dès lors, le droit, l'autorité et le privilège de pouvoir elle-même essaimer, en fondant d'autres confréries en d'autres lieux.
Les membres des confréries sont longtemps exclusivement des hommes, lesquels revêtent, pour les manifestations religieuses ou de charité, une robe, très simple, sans forme ni ornement, destinée à dissimuler les différences sociales des vêtements civils. Chaque membre porte une corde en guise de ceinture, symbole d'obéissance aux commandements de Dieu, aux exigences de la foi chrétienne, aux statuts de la confrérie, et aux ordres du prieur, lequel est démocratiquement élu par une assemblée générale annuelle. Les Pénitents portent également un capirote, qui manifeste un souci de modestie individuelle (ne pas tirer gloire de ses actions charitables), un désir d'anonymat (effacer sa propre personne devant les vertus du groupe), afin que la personne assistée ne remercie que Dieu du secours qu’elle reçoit. Plus tard, lorsque les femmes créeront leurs propres confréries féminines ou lorsqu’elles seront agrégées aux confréries masculines, elles porteront une mantille en lieu et place de la cagoule.

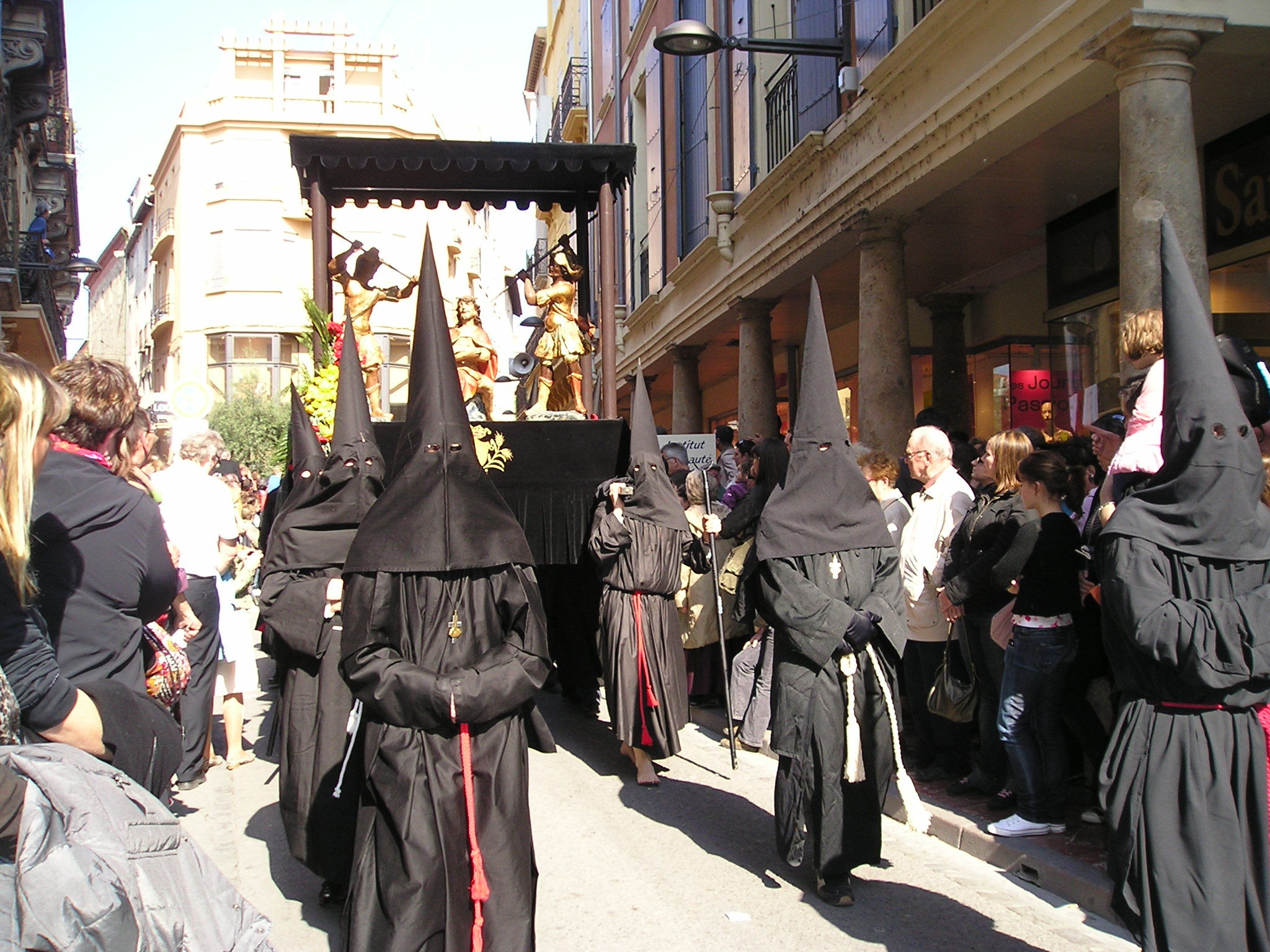
Pénitents de la Sanch de Perpignan, le Vendredi saint.

La couleur des robes, appelées chemise, froc ou sac, varie selon les confréries.
En général la première confrérie qui se crée dans une ville prend la couleur blanche, par imitation de la tenue du clergé et rattachement au symbole de la pureté. Lorsqu’il se crée une seconde confrérie elle est généralement noire, pour se distinguer – s’opposer – à la précédente. Puis les confréries suivantes prennent le rouge, le bleu, le gris, sans ordre précis. Il peut, aussi, y avoir en un même lieu plusieurs confréries d’une couleur identique. Très rapidement va se prendre l’habitude de nommer les membres de la confrérie par le nom de la couleur de leur tenue, on parlera alors des « pénitents blancs », des « pénitents noirs » et même des « blancs » ou des « noirs », tout simplement. À tel point que l’on risque d’oublier que les confréries ont un nom officiel plus en rapport avec la divinité qu’avec les Saints du calendrier (sauf en Corse). À titre d’exemple, on citera les confréries du « Saint Esprit », « Saint Sépulcre », « Saint Suaire », « Très Précieux Sang de Notre Seigneur Jésus-Christ », de la « Sainte Croix », de la « Vierge de Miséricorde ».
Petit à petit, chaque confrérie fait une action sociale (enterrement, soins aux malades, mont-de-piété, mont-granatique, orphelinat, accueil des pèlerins, etc.) qui n’est pas obligatoirement déterminée par sa couleur.
Le concile de Trente (1545-1563) va introduire une nouvelle forme de spiritualité tournée vers la démonstration : c’est la glorification de Dieu par les arts, les bâtiments, la liturgie et la manifestation publique de la foi. Il en découle un renforcement de la place et du rôle des confréries de pénitents qui participent aux processions publiques en portant leur tenue (sac, corde et cagoule) qui, outre l’humilité de l’anonymat, sert à frapper l’esprit des spectateurs pour les rapprocher de Dieu.
Au XVIIe siècle, le modèle des confréries est complet, il s’agit : de l’accès personnel du pénitent au salut, des interventions sociales auprès des malheureux et des manifestations publiques de la foi. À compter de ce moment, les prières publiques et les manifestations religieuses se multiplient et certaines confréries se forment dans ce seul but ; dès lors, ce ne sont plus des confréries de pénitents, mais d’adoration.
Cependant cet apogée ne durera pas.

## Déclin des confréries  notamment avec la déchristianisation
Le déclin commence avec l’apparition des théories sur la piété intérieure et discrète, prônée par les Jésuites, il se continue avec le développement des idées de l’Encyclopédie qui est opposée à la pensée religieuse et il s’achève avec l’accaparement par l’État des actions sociales, jusqu’alors pratiquées par l’Église, y compris les confréries de pénitents.
Entre-temps la Révolution est passée par là et a supprimé toutes les sociétés religieuses. Si certaines se forment de nouveau après la Restauration, les confréries de pénitents sont moins nombreuses et paraissent moins utiles, dans un environnement de moins en moins religieux. La loi de séparation des Églises et de l'État en 1905 et les nombreux morts de la Première Guerre mondiale, qui dépeuplent les villages et leur font perdre la « masse critique » nécessaire au renouvellement des membres, finissent par entraîner, en France, la disparition de nombreuses confréries (exception faite de l'ancien comté de Nice qui a connu et connaît toujours une vigueur particulière en ce domaine).
Jusqu’au concile de Vatican II, les confréries de pénitents survivront, réduites à l’état de sociétés plus ou moins folkloriques et désuètes ; ne comptant que peu de membres pour la plupart, elles n’ont plus, ou presque plus, d’activité.
Mais, après Vatican II, l’Église reconnaît le rôle et le pouvoir des laïcs et désire s’appuyer plus fortement sur eux. C’est ainsi que parlant de la situation de l’Église catholique après le concile, le futur cardinal Congar écrivait, en 1975 : « Un trait caractéristique du renouveau de l’Église est le rôle actif qu’y assument les laïcs, conscients de la dignité et des responsabilités que leur confère la consécration baptismale, en communion avec leur évêque et les religieux plutôt qu’en subordination par rapport à eux. Ils savent que leurs tâches temporelles peuvent prendre une valeur éternelle dans le dessein de Dieu qui confère à l’homme l’usage et l’achèvement de la création. Ils travaillent à transformer la société humaine pour la rendre plus juste et plus fraternelle ». C’est ce que disait déjà la constitution Lumen Gentium de 1964 (chapitre II).
Les confréries deviennent alors, en France, comme en Italie ou en Espagne, des conservatoires naturels de la foi, de la charité  et des cultures régionales ou locales. C’est par ce biais que les confréries de pénitents connaissent aujourd'hui, dans toute l'Europe du Sud, un regain de faveur.
Elles semblent connaître en France un regain au début du XXIe siècle, par exemple en Corse.

## AuXXIesiècle

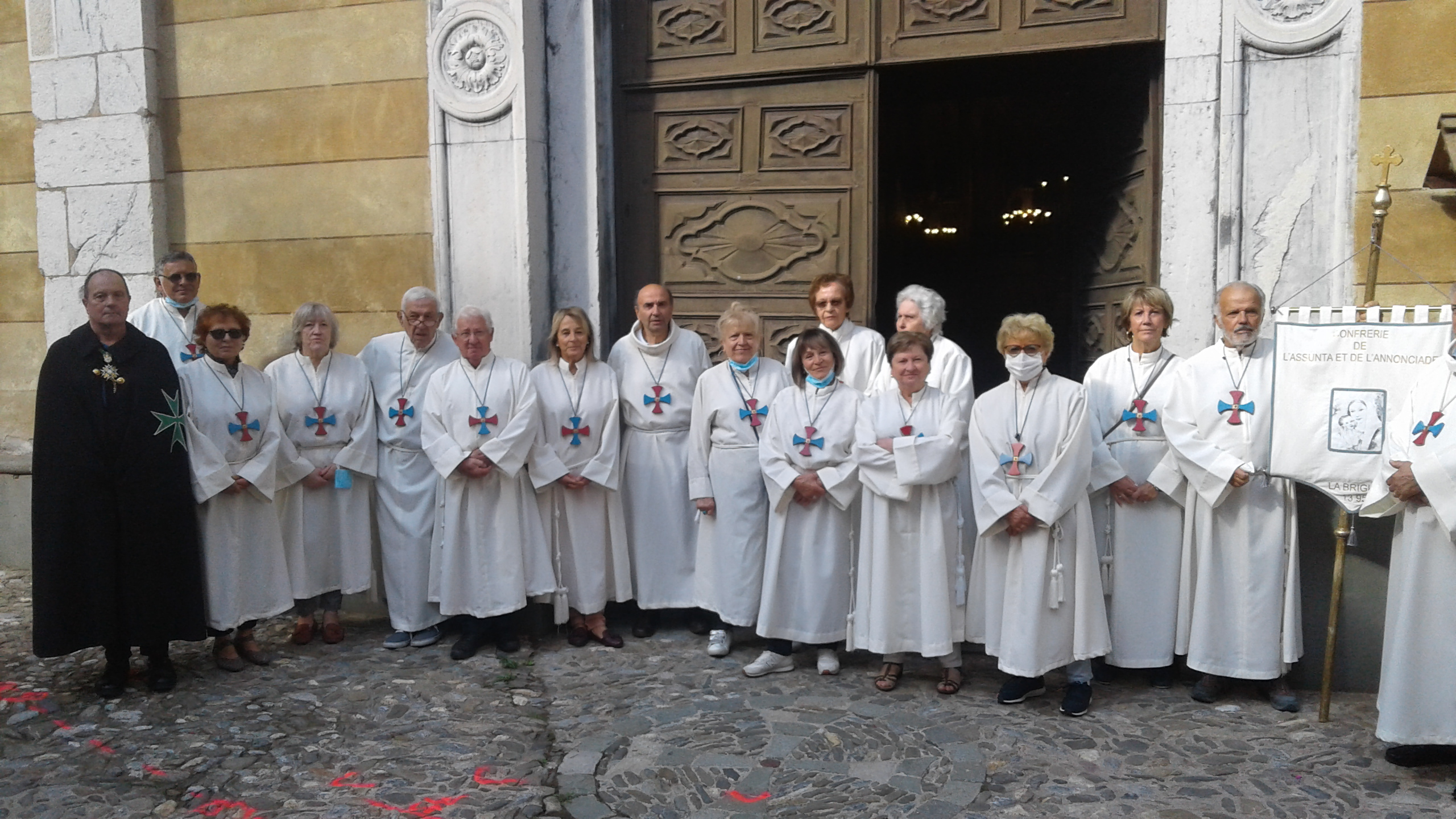
Confrérie des pénitents blancs de La Brigue

Les confréries contemporaines bénéficient d’une double assise juridique. D’une part, sur le plan civil, ce sont des associations qui relèvent en France de la loi de 1901 ou du droit local alsacien-mosellan, d’autre part, sur le plan canonique, ce sont des associations de fidèles qui relèvent des canons 298 à 326 du code de droit canonique de 1983.
Elles sont investies dans les actions sociales et charitables (distribution de repas aux sans abris, hébergement de personnes sorties de prison, gestion d’établissements de soins etc.) et parfois perçoivent, pour ce faire, des subventions publiques. Certaines ont même un statut d’association reconnue d’utilité publique.
Elles n’en poursuivent pas moins leur but religieux par des processions et manifestations publiques en tenue, mais sans le port de la cagoule qui ne se met plus, en France et sauf exception (comme à Perpignan), depuis le début du XXe siècle.
Des confréries disparues ont même été réactivées (les Noirs de Toulon en 2006, les Blancs de Saorge en 2009, les Blancs de Tence en 2010, Les Blancs de La Brigue en 2015). Elles sont particulièrement actives dans les Alpes-Maritimes avec, par exemple, quatre confréries de pénitents à Nice.
Les confréries de langue d’oc sont regroupées au sein d’une Maintenance des confréries de pénitents, organisme fondé en 1926 par Frédéric Mistral et le cardinal de Cabrières. Son but est d’établir des liens de coopération et d’entraide entre les différentes confréries de pénitents de la France et de la principauté de Monaco. Certaines confréries corses sont adhérentes à la Maintenance, mais la plupart y sont seulement associées, ainsi que certaines confréries du nord de la France. La Maintenance édite annuellement une revue, le « Labarum », qui publie des articles rédigés par les confréries.
Au niveau international, il existe un organe fédérateur des confréries des différents pays sous l’appellation « Forum Omnium Gentium Confraternitatum » (FOGC), reconnu par le Vatican le 2 avril 2011.
Pour Hervé Barelli, « Les pénitents d'aujourd'hui, comme ceux d'hier, qui ne sont que des laïcs, répondent à une double nécessité ; une nécessité sociale, puisqu'ils participent à différentes activités de leur communauté, comme l'assistance aux agonisants, l'enterrement des morts, le secours aux malades, et une nécessité spirituelle, traditionnelle parfois, comme l'organisation des fêtes religieuses et des processions, ou actuelles comme le souci, dans une société marquée par l'indifférence, d'y maintenir un peu de fraternité et de chaleur humaine. Être pénitent n'a donc jamais signifié, exclusivement, la recherche de l'expiation individuelle et solitaire, mais la volonté de partager aussi avec tous ceux qui souffrent une part de leur fardeau. »